# جنگ سوم افغان و انگلیس
جنگ تل یا جنگ سوم افغان و انگلیس از چهارم ماه مه ۱۹۱۹ شروع شد و تا ۲۶ مه ۱۹۱۹ ادامه یافت. بنا به روایتی دیگر، این جنگ از ششم مه سال ۱۹۱۹ تا هشتم اوت همان سال به طول انجامید و سرانجام با بسته شدن پیمان راولپندی و ترک مخاصمه دو طرف به پایان رسید. عده‌ای افغان‌ها را پیروز این نبرد می‌دانند؛ اما بنا به نظر سایر تاریخ‌نگاران این جنگ در واقع نوعی پیروزی تاکتیکی برای بریتانیا بود چراکه بار دیگر خط دیورند به عنوان مرز حائل میان افغانستان و هندوستان ترسیم شد و افغان‌ها توافق کردند که به مرزها و مناطق تحت کنترل امپراتوری بریتانیا تجاوز نکرده و مشکل ایجاد نکنند. سرانجام در این جنگ انگلیس‌ها نیز استقلال سیاسی افغانستان را طبق مفاد پیمان راولپندی به رسمیت شناختنند و افغانستان از یوغ استعماری انگلستان رهایی یافت. درین جنگ افغان‌ها از سه جبهه بالای انگلیس‌ها حمله کردند ولی در جبهه پکتیا افغان‌ها قلعه‌های زیادی در نواحی تل بدست آوردند. بدین لحاظ جنگ تل نامیده می‌شود.

## آمادگی و عملیات جنگی افغان‌ها
امان‌الله شاه همینکه به قدرت میر سد برای مردم ابلاغ آزادی افغانستان را می‌نماید؛ زیرا شاه توسط جنبش آزادی‌خواه مشروطیت به قدرت رسیده بود. در ۳ مارس سال ۱۹۱۹ دولت افغانستان دولت انگلستان را غزض تجدید نظر معاهد ۱۹۰۵ دعوت نمود. درضمن دولت افغانستان نمایندگان خودرا به بخارا و روسیه فرستادتا در بدست آوردن اسقلال افغانستان وی را یاری رسانند. ولادیمیرایلیچ لنین به دولت افغانستان جواب مثبت داده وعده همکاری نمود. دولت شوروی نخستین دولت بود که در۲۷ مارس ۱۹۱۹ آزادی افغانستان را به رسمیت شناخت. دولت افغانستان به آرامی امر تجهیز سپاه وسفربری را در محاذ شرق وجنوب کشور صادر کرد. قبل از جنگ دولت اوراق تبیغاتی را در محلات قبایل‌نشین شورشیان هند فرستاد تا آن‌ها به پیشتبانی دولت افغانستان شورش را آغاز نمایند تا قوتهای انگلستان را مصروف جنگ‌های پراگنده نمایند. در مقابل انگلیسها قوانین جدید امنیتی را که مخالف نظر هند نشینان بود توشیع نمود بعضی مناطق را نظامی اعلان نمودتا درین مناطق تظاهرات ممنوع گردد؛ ولی باجود آنهم قوتهای بیشماری از محلات قبایل پشتون به حملات خودعلیه انگلستان آغاز نمودند. قوای افغانی در ۳ محاذ پکتیا قندهار و جلال‌آباد حملات خویشرا آغاز نمودند. در مقابل قوتهای انگلستان حدود ۳۴۰۰۰۰ نفرهندی با ۱۸۵۰۰۰هزار حیوان راه‌آهن، راه موتر رو وسایل حمل ونقل مخابرات منظم از چترال الی بلوچستان در فاصله یکهزار کیلومتر تحت امر۲۳ جنرالهای جنگیده انگلیسی متمرکز گردیدند. هکذا جنرال ماتهن قومندان قوای انگلستان در مشهد ایران با قوتهای خود در حال آماده باش قرار گرفتن که در مجموع قوتهای انگلستان چندین برابر مجهز بودند.

### در جبهه شرقی جلال‌آباد

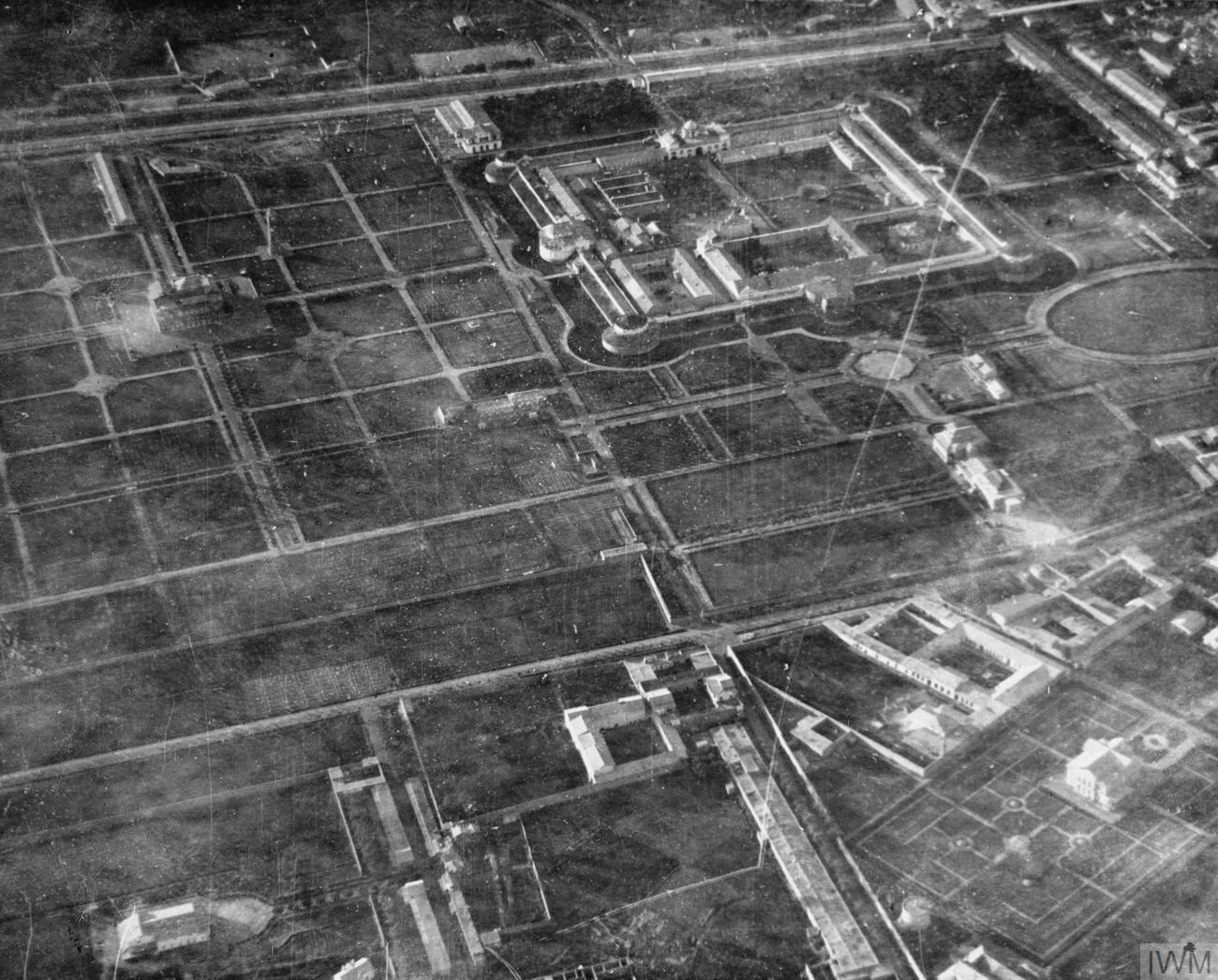
تصویر هوایی از کاخ امیر که توسط هواپیماهای انگلیسی در ۱۹ مه ۱۹۱۹ گرفته شده‌است.

درین جبهه قشون انگلستان یک فرقه پیاده ۱۴ گردان، یک هنگ سواره، ۶۶ توپ، ۱۰۴ ماشیندار، چند عدد هواپیمای بمب‌افکن، ۴ گروهان مین گذار، یک گُردان پیش‌قراول با دو فرقه احتیاط ۲۸ گردان و دو تیپ سواری با نیروهای سرحدی و شبه‌نظامیان به سرکردگی میجر جنرال کلیمو میجر جنرال فولربریگدیر کرکروبریگدیربالدوین بودند. در مقابل سپاه افغانی ۲غندپیاده یک گندک سواره یک کندک توبچی۴۸ توپ قومندان بود. قومندان این جنگ تحت امر وزیر جنگ افغانستان صالح محمد خان قرار داشت. صالح محمد خان ازاینکه شورش وهیجان مردم را دید بدون امر کابل در ۳ می‌سال۱۹۱۹حملات خودرا آغاز تا ساحات خیبر پیشروی نمود. انگلیسها اولاً شورش پشاوررا توسط حکومت نظامی خاموش نموده سپس به عقب زدن صالح محمد خان پرداخت و پس از عزل صالح محمد خان افغان‌ها دو باره ساحات لندی کوتل و دکه را بدست آوردند.

### جبهه چترال
یک قطعه نظامی افغانستان به سرکردگی جنرال عبدالوکیل نورستانی در ۱۲ می۱۹۱۹ از راه ولایت کنر و اسمار مناطق چترال را بدست آوردند. قطعات افغانی متشکل بوداز هفت گروهان پیاده ۱۲ توپ و یکدسته مسلسل. در مقابل قطعات انگلستان متشکل از ارتش منظم و شبه‌نظامیان بودند. بااینحال انگلیسها متارکه را اعلان نمودند.

#### در جبهه قندهار
در جبهه قندهار یک هنگ پیاده، ۲ گردان سواره و توپچی تحت قومانده غلام‌نبی‌خان ناصری سرهنگ دوم قرار داشت. یک قطعه ۳۰۰ نفری در تورغندی و ۳۰۰ نفر از قطعه سرحدی در پوسته‌های (پاسگاه‌های متعدد قرار داشت در آوریل ۱۹۱۹ یک قطعه سربازی بسرکردگی عبدالقدوس خان جانب قندهار سوق داده شد. در مقابل قوای انگلیسی یک پادگان پیاده ۳ گردان پیاده هندی، یک تیپ سواره انگلیسی، یک تیپ سواره هندی، ۳ گردان محافظ راه‌آهن، دو گروهان سواره محافظ، دو فروند هواپیمای جنگی با توپ خانه مجهز بسرکردگی میجر جنرال واپ شیر قرار داشت. درین زمان در قندهار شخصی به نام خوشدل‌خان والی مقرر گردیده بود. در ۲۶ می‌قطعات انگلیس بالای قطعات افغانی حمله‌ور شدند و پس از مدت کوتاهی قلعه سرحدی را به تصرف خویش درآوردند. در این قلعه ۱۵۰ افغان کشته و ۱۵۰ نفر زخمی گردیده بود. بدین لحاظ شورش در ولایات افغانی برپا هزاران افغان به جنگ برخاستند عبدالقدوس‌خان بمجرد رسیدن به قندهار والی قندهار را برکنار کرده و خود کفن را به تن نموده بطرف قوای دشمن مارش نمود با سرعت قلعه را دوباره بتصرف آورده به آنطرف خط دیورند به پیشروی آغاز نمود. انگلیس زمانی‌که چنین شورش را دید متارکه را اعلان نمود.

#### در جبهه پکتیا
قبل از جنگ در پکتیا یک هنگ پیاده یک گردان سواره ویک گردان توپچی وجود داشت. به این صورت غرض تقویه قطعات پکتیا در۲۴ آوریل ۱۹۱۹ دو گردان پیاده گروهان سواره با ده توپ از کابل بصوب پکتیا مارش گردید. در مقابل قوت انگلیسها ۱۶ گردان پیاده ده گروهان سواره دوگروهان استحکام هفت باتریه توپچی، وسایل نفربر زره طیارات بم افگن چندین گردان ملیشاه بود؛ که تقریباً ۶ برابر قطعات افغانی می‌گردید؛ که پس از چندی انگلیسها ده برار گردیدند. قومانده جنگجویان افغان نادر خان و از انگلیسهااوستاس و چندین جنرال دیگر بودند. درجبهه پکتیا افغان‌ها درسه قسمت می‌جنگیدن جبهه تل وزیرستان وکرم بود. قبل از اینکه عملاً جنگ آغاز گردداقوام وقبایل سرحدی غرض کمک به حملات خویش آغاز نمودن که صحنه را بالای انگلیسها خیلی تنگتر ساخته نمودند. قطعات افغاتی در ساحات کرم وتل پیشروی خوبی نمودند.